# Pinghai, Guangdong
Pinghai är en köping i sydöstra Kina. Den ligger i Huidong härad i staden Huizhou i provinsen Guangdong, omkring 170 kilometer öster om provinshuvudstaden Guangzhou. Antalet invånare är 60 323. Befolkningen består av 29 322 kvinnor och 31 001 män. Barn under 15 år utgör 20,0 %, vuxna 15-64 år 70 %, och äldre över 65 år 8,0 %.